# 胡璉 (天順進士)
胡璉（1421年—？），字重器，直隸大名府元城縣人，明朝官员。進士出身。

## 生平
順天府鄉試第五十六名。天順元年（1457年）丁丑科會試第二百九十八名，殿試登進士第三甲第五十三名。

## 家族
曾祖胡青甫。祖父胡溫。父亲胡俊。